# Данијела Томовић
Данијела Томовић (17. јануар 1968) српска је глумица. Позната је по улогама Све је за људе (2001) и Голубњача (1991).

## Лични живот
Рођена је 1968. у Крагујевцу. Дипломирала је на факултету уметности у Приштини, у класи професора Светозара Рапајића, представом Љубавник. Стални члан Народног позоришта је од 1999. године.

## Филмографија
| Год.     | Назив          | Улога |
| -------- | -------------- | ----- |
| 1990.-те |                |       |
| 1991.    | Голубњача      |       |
| 2000.-те |                |       |
| 2001.    | Све је за људе |       |

## Представе
| Назив представе   | Улога         |
| ----------------- | ------------- |
| Буђење пролећа    | Марта Бесел   |
| Коштана           | Стана         |
| Балкан експрес    | Лили          |
| Покондирена тиква | Евица         |
| Љубавник          | Сара          |
| Краљица Ана       | Огњена купина |
| Идиот             | Аглаја        |
| Букефал           | Хелена        |
| Кир Јања          | Катица        |

## Награде
Године 2019. добила је награду Златне значке за двадесет година рада у Народном позоришту.